# Parque Nacional Impenetrável de Bwindi
O Parque Nacional Impenetrável de Bwindi está localizado nas montanhas do extremo sudoeste do Uganda, à beira do Vale do Rift, junto à fronteira com a República Democrática do Congo (0° 53' - 1° 08'S, 29° 35'-29° 50'E) e tem uma área de 32 mil hectares. Devido à sua excepcional biodiversidade, com mais de 200 espécies de árvores e mais de 100 de fetos, grande número de aves e borboletas endémicas, assim como muitas espécies em perigo, como o gorila da montanha, este parque foi inscrito pela UNESCO, em 1994, na lista dos locais que são Património da Humanidade.
Em 1932, os sectores norte e sul do actual parque foram declarados Reservas Florestais da Coroa de (Kasatora e Kayonza) e, em 1948, as duas reservas foram juntas na Reserva Florestal Impenetrável da Coroa; em 1961, a reserva foi declarada um santuário de vida animal e finalmente, em 1991 foi declarado Parque Nacional, juntamente com dois outros, o Parque Nacional do Rwenzori e o Parque Nacional Mgahinga Gorilla. A floresta tem o nome “impenetrável” devido à densa cobertura de ervas, lianas e arbustos dos seus vales.

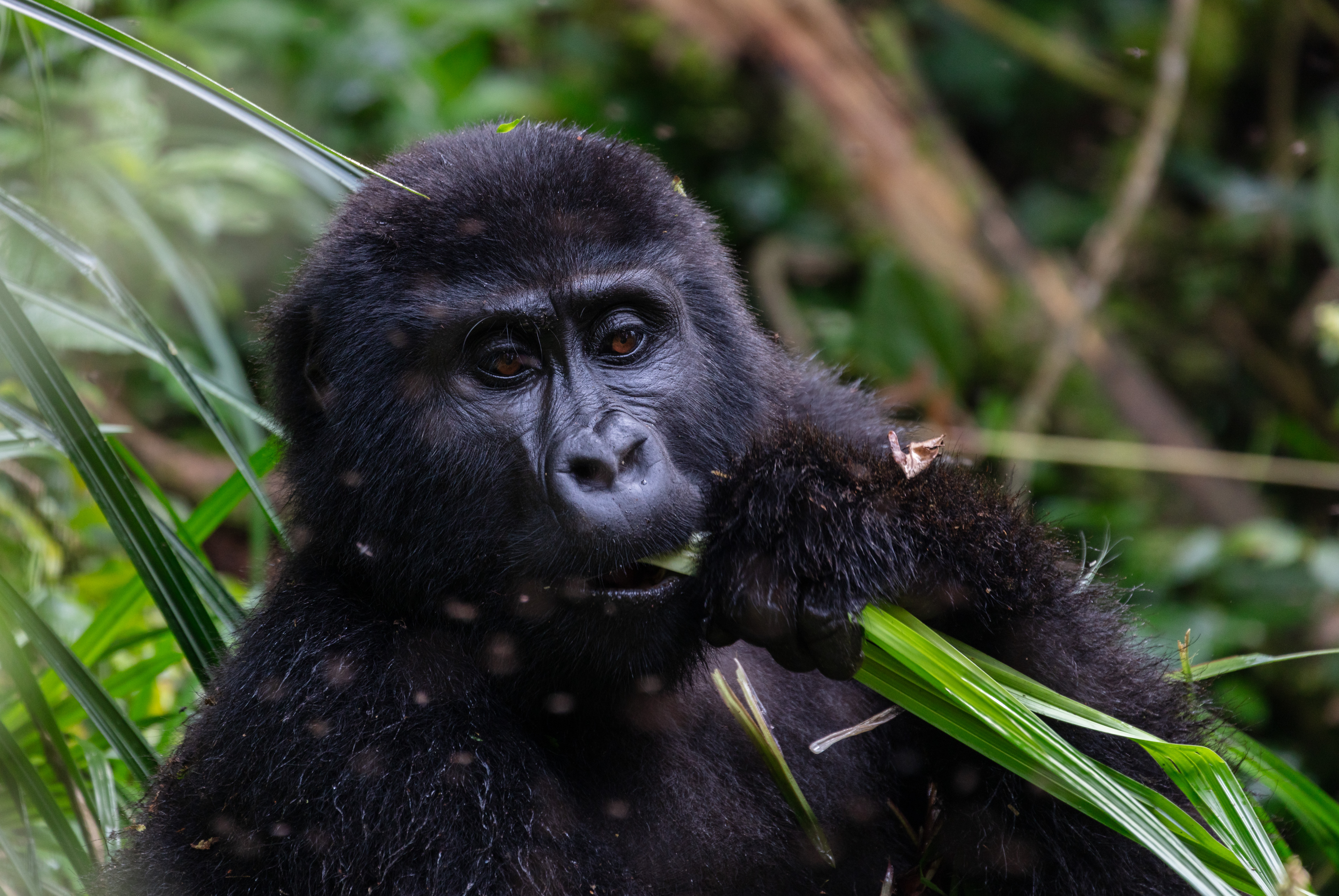
Gorila-das-montanhas (Gorilla beringei beringei).

Bwindi tem o que se pensa ser a maior riqueza animal da África Oriental, com 214 espécies de aves da floresta (336 espécies no total), 120 espécies de mamíferos (incluindo 7 de primatas diurnos), e 202 espécies de borboletas. Muito importante é a presença de cerca de um terço da população mundial of gorilas da montanha, Gorilla gorilla berengei (cerca de 300 de um total de 650). Doze espécies de aves, um primata e 3 borboletas ocorrem apenas em Bwindi ou nas florestas vizinhas.
O parque tem um papel essencial na conservação da fauna Afromontane, especialmente em relação às espécies que são endémicas das montanhas da secção ocidental do Vale do Rift. No caso das aves, pelo menos 70 das 78 espécies de montanha que ocorrem Rift Albertino encontram-se nesta floresta, incluindo 22 das 27 espécies endémicas. Em relação às borboletas, oito espécies endémicas do Rift Albertino ocorrem no parque. Para além disso, encontram-se aqui espécies ameaçadas de extinção, como o chimpanzé oriental, Pan troglodytes schweinfurthi, o elefante africano Loxodonta africana e a borboleta africana gigante, Papilio antimachus. O búfalo desapareceu desta região na década de 1960, assim como o leopardo.
Do ponto de vista da herança cultural, apesar de não se terem encontrado sítios arqueológicos dentro do parque, pensa-se que a região tenha sido ocupada desde há 37 mil anos, havendo evidência de desmatamento agrícola de há 4800 anos, provavelmente devido à presença dos Batwa que, apesar de serem caçadores-recolectores, já manipulavam a vegetação com o fogo. Este é o vestígio mais antigo da existência de agricultura na África tropical, uma vez que só cerca de 2000 anos depois os Bantu chegaram à região. O importante conhecimento dos Batwa sobre o maneio de animais e plantas está ameaçado de extinção, se o modo de vida desta população não for restaurado ou se esse conhecimento não for registado.